# Sergio Altamirano Pinto
Sergio Hernán Altamirano Pinto (Santiago, 18 de abril de 1920-Monreal, 2004) fue un médico cirujano y político chileno, que se desempeñó como ministro de Salud Pública y Previsión Social de su país, durante el segundo gobierno del presidente Carlos Ibáñez del Campo entre 1954 y 1955.

## Familia y estudios
Nació en Santiago de Chile el 18 de julio de 1920, hijo de Aldolfo Altamirano y Amelia Pinto. Realizó sus estudios primarios y secundarios en el Liceo Miguel Luis Amunátegui. Continuó los superiores en la Escuela de Medicina de la Universidad de Chile, titulándose como médico cirujano en 1946, con la tesis Insuficiencia suprarrenal y dejeneración del nervio  [sic].
Se casó en Santiago el 1 de agosto de 1947 con Carmen Hortensia Cordero Fernández, con quien tuvo cinco hijos: Sergio Diego, Pablo Javier, Carlos, Carmen y Claudio Cristián.

## Carrera profesional y política
Inicio su carrera profesional en el Manicomio Nacional durante dos años (1946-1948). En 1949, se incorporó al Opendoor "El Peral", siendo nombrado como director del establecimiento en 1952.
Fue autor de diversas publicaciones, entre las que se encuentran: Aspecto terapéutico de alcoholismo, Aspectos clínicos del etilbus, Resultados de los tratamientos antialcohólicos en el Instituto de Reeducación Mental.
Sin afiliación política, bajo el marco de la segunda administración del presidente Carlos Ibáñez del Campo, el 5 de junio de 1954 fue nombrado como titular del Ministerio de Salud Pública y Previsión Social, función que ocupó hasta el 4 de enero de 1955.
Fue miembro de la Sociedad de Neuropsiquiatría, del Club de Leones de Puente Alto y de la Sociedad de Filosofía. Falleció en Monreal, Canadá en 2004.